# Црна Волта
Црна Волта или Мухун је река у западној Африци, притока Беле Волте. Дугачка је 1,352 km. Извире у западном делу Буркине Фасо. Једним делом тече границом између Буркине Фасо и Гане, као и границом Обале Слоноваче са Ганом. У Гани се улива у Белу Волту.